# Dante Sonate (Liszt)

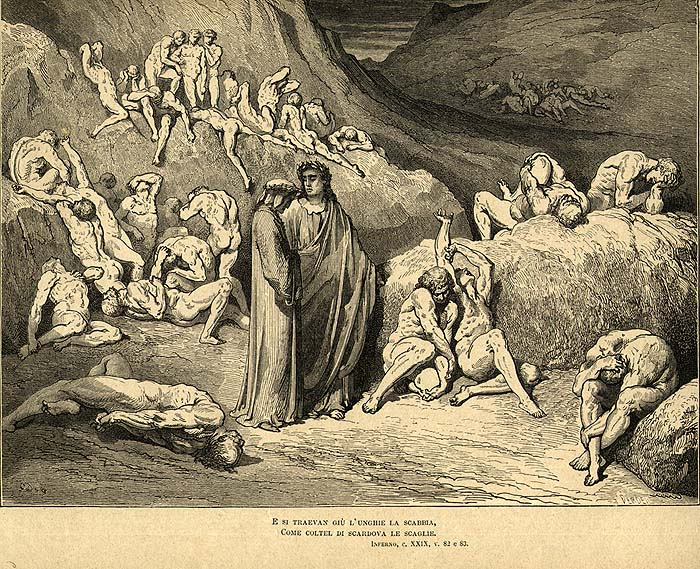
Het zeer programmatische thema schildert de zielen die in de hel dolen.
Schilderij van Gustave Doré

Après une Lecture du Dante: Fantasia quasi Sonata (Frans voor Naar een lezing van Dante: Fantasie in de vorm van een sonate; ook Dante Sonate) is een sonate voor piano in 1 deel, die componist Franz Liszt in 1849 voltooide. Het werk werd voor het eerst gepubliceerd in 1856 als deel van het 'tweede jaar' van de Années de Pèlerinage (De pelgrimsjaren). Dit programmatische werk was geïnspireerd nadat Liszt het beroemde gedicht van Dante las: de Divina Commedia (De Goddelijke Komedie).
Het werk vormt de bekroning van de groep werken uit dat tweede jaar van de 'Années' en is "een van Liszts meer formidabele composities", en het is een substantieel eendelig werk dat circa 18 minuten duurt.

## Achtergrond

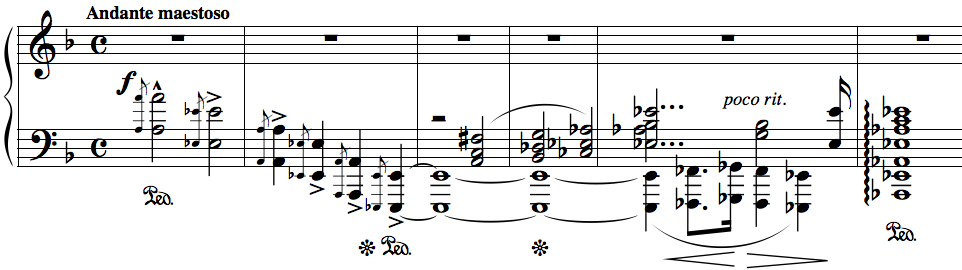
Introductie van de Dante Sonate

De Dante Sonate was aanvankelijk een kort stuk getiteld Fragment naar Dante, en bestond uit twee thematisch gerelateerde delen die Liszt in de late jaren 30 van de 19e eeuw schreef. Hij gaf de eerste publieke uitvoering in Wenen in november 1839. Nadat Liszt in Weimar ging wonen in 1849, reviseerde hij het werk, samen met andere werken uit de band, en gaf het de nieuwe titel die afgeleid is van Victor Hugo's boek met gelijknamige titel. De Dante Sonate werd in 1858 gepubliceerd als onderdeel van de Années de Pèlerinage.

## Compositie

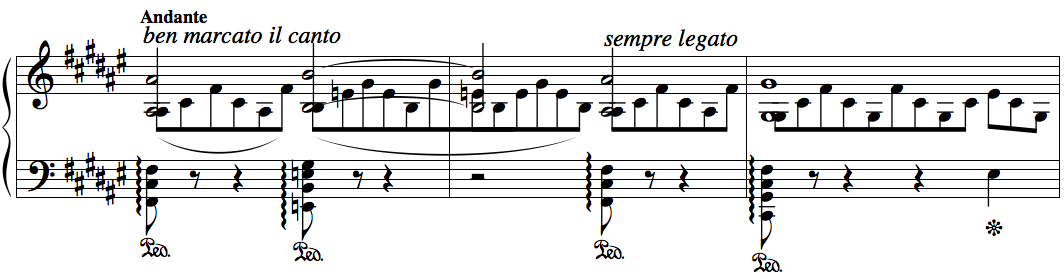
Het tweede thema is een afleiding van de tonen van het eerste thema

Het stuk bestaat uit twee secties. Het eerste deel, een chromatisch thema in d-mineur staat symbool voor het klagen der zielen in de Hel. De toonsoort d-klein wordt vaak gebruikt wanneer aan de dood gerefereerd wordt. Ook de Totentanz van Liszt en de standbeeldscene van Wolfgang Mozarts Don Giovanni staan in d-klein.
Opmerkelijk element van de Dante Sonate is ook de dalende tritonus-figuur die in de opening gebruikt wordt. Dit is een symbool voor de afdaling in de hel. De tritonus (een overmatige kwart) stond bekend als de 'diabolo in musica', de 'duivel in de muziek', vanwege het extreem dissonante karakter van dit interval.
Een ander opmerkelijk element is dat de toonsoort d-mineur lang uitgesteld wordt. Het eerste rustpunt vindt plaats op een arpeggio in As-majeur (zie muziekvoorbeeld), een toonsoort die ook een tritonus van d-mineur verwijderd ligt. Ook het contrast majeur-mineur is opmerkelijk in dit kader.
Het tweede thema is een verheerlijkend koraal in Fis-majeur, en is afgeleid van het eerste thema. Het stelt de vreugde voor van wie in de hemel is. De toonsoort Fis-groot is ook symbolisch: het is de toonsoort van grote werken die Liszt schreef, waaronder Benedictie van God in Eenzaamheid (deel van de Harmonies Poétiques et Religieuses) en Les Jeux d'eaux à la Villa d'Este (Années de Pèlerinage Jaar 3, Nr. 4). Ook het langzame middendeel van de Sonate in b-mineur staat in Fis-groot, en heeft een verheffende uitstraling.